# Лёдёсе
Лёдёсе (Гамла-Лёдёсе; швед. Lödöse, Gamla Lödöse) – город в Швеции в коммуне Лилла-Эдет лена Вестра-Гёталанд.
Расположен на левом берегу реки Гёта-Эльв, приблизительно на полпути между Тролльхеттаном и Гётеборгом.

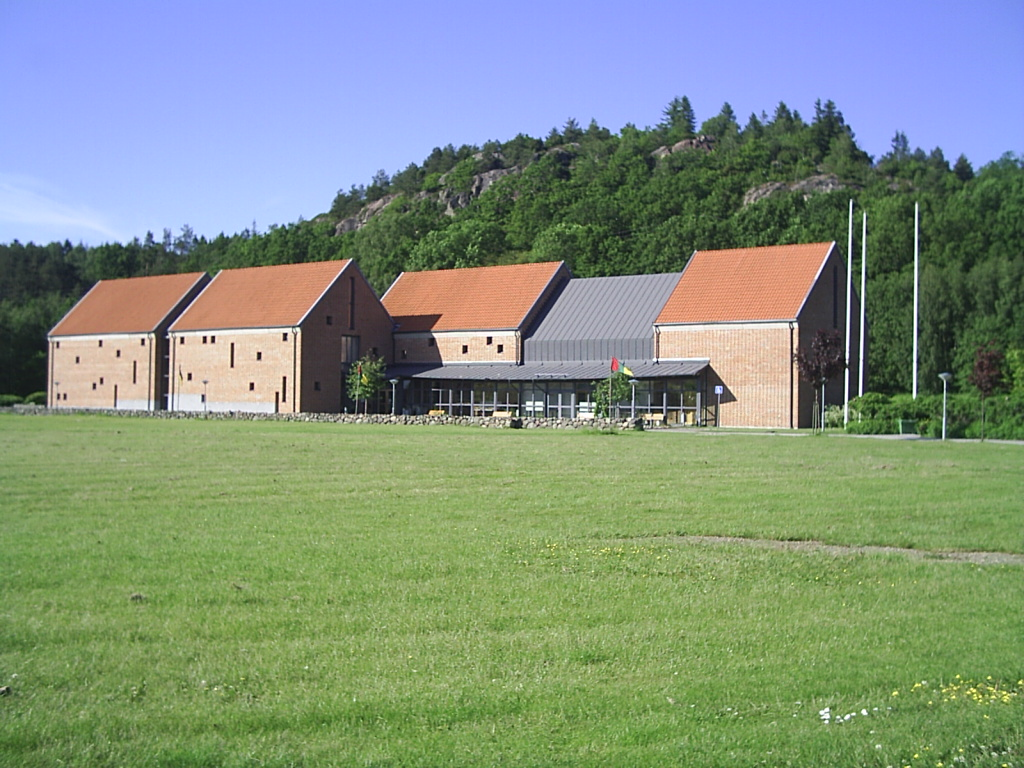
Музей в Лёдёсе

Население составляет 1265 человек (2005).

## Название
Считается, что название города происходит от слов liudha – «поросшая» и -öse – «устье».

## История
Лёдёсе в период Средневековья был одним из наиболее важных городов Швеции. Следы заселения этих мест относятся к концу XI в. Наличие в городе трёх церквей и чеканка монеты свидетельствуют о том, что уже в середине XII в. Лёдёсе имел значение административного центра.
Судя по находкам монет, их чеканка началась в Лёдёсе около 1150 г., то есть во времена Сверкера Старшего, и продолжалась с перерывом в правление Магнуса Ладулоса (1275–90) вплоть до второй половины XIV в.
Возведённая здесь в XII в. каменная церковь Святого Улофа в XV в. была перестроена, но уже в 1528 г. она была разрушена. Кроме того, в Лёдёсе имелась церковь Святого Петра, отстроенная в романском стиле. В 60-е гг. XVI в. в ходе Северной семилетней войны она также подверглась разрушению. Помимо этого, в городе существовал заложенный в 1243 г. доминиканский монастырь и госпитальная церковь.
Лёдёсе был самым западным городом Швеции, и поэтому имел важное экономическое и политическое значение. У него были тесные контакты с Западной Европой, и он служил портом для вывоза продуктов, произведённых в Вестеръётланде. 

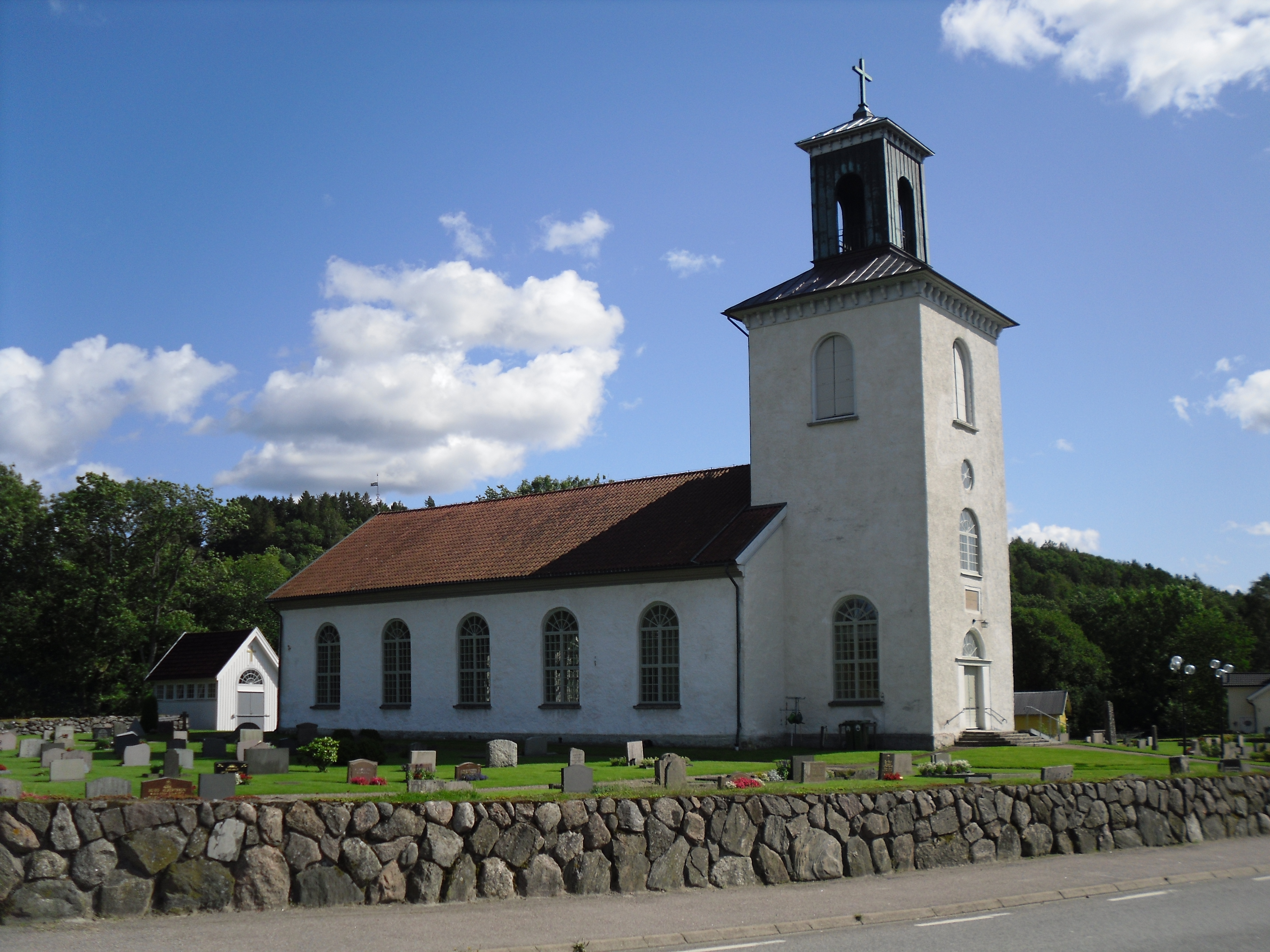
Церковь в Лёдёсе

Поскольку зимой речное сообщение с городом прерывалось, и, к тому же, купеческим судам приходилось платить пошлины в норвежском Бохусе, то в 1473 г. при Стене Стуре Старшем ближе к морю был заложен город, получивший название Нюа-Лёдёсе (Ётахольм), после чего значение Лёдёсе упало. В 1526 г. он утратил свои привилегии, однако в 1586 г. они были вновь восстановлены. В 1645 г. Лёдёсе сгорел, и год спустя окончательно утратил статус города.
В 1916-1920 и в 1960 гг. на месте, где располагался древний Лёдёсе, производились масштабные археологические раскопки, благодаря которым учёные теперь хорошо знают хронологию истории города, его топографию и экономические связи.